# 2018年亚洲运动会阿曼代表团
2018年亚洲运动会阿曼代表团是阿曼所派出的2018年亚洲运动会代表团。这是阿曼第十次参加亚洲运动会。阿曼代表团计划参加9个项目的比赛，包括田径、游泳、射击、足球、曲棍球、沙滩排球、网球、帆船和举重。代表团开幕式旗手是曲棍球选手Mahmood al Hassani。阿曼有一名举重选手原定参加比赛，然而他并没有参加赛前的称重，因此无缘参加比赛，另外该国也未获得足球项目的资格。
阿曼代表团是该届亚运中，其中一个未能获得任何奖牌的代表团。

## 参赛者统计
以下以实际录入参赛者名单的运动员人数为准：
| 项目   | 男子 | 女子 | 总计 |
| ------ | ---- | ---- | ---- |
| 田徑   | 6    | 0    | 6    |
| 曲棍球 | 18   | 0    | 18   |
| 帆船   | 3    | 0    | 3    |
| 游泳   | 2    | 0    | 2    |
| 網球   | 1    | 1    | 2    |
| 排球   | 4    | 0    | 4    |
| 射擊   | 8    | 10   | 18   |
| 总计   | 42   | 11   | 53   |